# Johann Justus Oldecop
Johann Justus Oldecop (auch: Johann Justus Oldekop; auch Oldecopp; geboren 16. Juni 1635 in Hildesheim; gestorben 20. März 1685 in Nienburg an der Weser) war ein deutscher Gymnasiallehrer, Theologe, Superintendent und Autor.

## Leben
Johann Justus Oldecop ist ein Abkömmling des alten niedersächsischen Geschlechtes Oldekop, das sich bis um 1380 zurückverfolgen lässt. Er war der Sohn von Magister Henricus Oldecop, der insgesamt 5 Töchter und 5 Söhne hatte. Als Jugendlicher erhielt er zunächst Privatunterricht bei seinem Vater und besuchte die von seinem Onkel Henning Oldecop geleitete Hildesheimer Stadtschule Andreaneum. Ab 1651 war er Schüler zunächst des Gymnasiums in Halle, 1652 des Ernestinums in Celle. Von 1653 bis 1659 studierte er Theologie und Philologie an den Universitäten in Leipzig und in Helmstedt, verließ 1657 jedoch vorübergehend die Stadt Helmstedt aufgrund der dort grassierenden Pest. Anschließend besuchte er mehrere Städte am Rhein sowie in Obersachsen und kehrte nach dem Ende der Pest über Leipzig an die Helmstedter Universität zurück.
Am 6. Mai 1659 trat Oldecop in Lüneburg die Stelle des Pastor adjunctus„des Ministerii“ an der Michaeliskirche an und wurde Lehrer an der Lüneburger Ritterschule für Adlige, die am 31. August 1660 in ein öffentliches Gymnasium umgewandelt wurde; an der Lüneburger Michaelisschule wirkte er nun als Gymnasialprofessor für Philologie und Rhetorik. Daneben arbeitete er weiterhin in seinem Predigtamt.
Ebenfalls in Lüneburg heiratete Oldecop am 23. Februar 1663 Anna Magdalena Dammann (geboren 1636 in Lüne, gestorben nach 1686), Witwe des Rats- und Gerichtsherrn Piepenburg. Bald darauf wurde der Sohn Friedrich Heinrich Oldekop geboren, der später in Kiel und Helmstedt ebenfalls Theologie studierte. Insgesamt hatte das Ehepaar eine Tochter und zwei Söhne.
Am vierten Advent, dem 18. Dezember 1667, hielt Oldecop seine Abschiedsrede in Lüneburg. Noch im selben Jahr trat er die Stelle des Superintendenten des adeligen Fleckens Ebstorf an. 1670 ging er nach Hannover, wo er bis 1674 die Stelle des Pastors primarius an der Aegidienkirche besetzte. Doch die Aufgabe erwies sich als schwierig, da es unter dem konvertierten Herzog Johann Friedrich eine starke katholische Gegenbewegung gab.
Am 19. August 1674 hielt Oldecop seine Antrittspredigt als Pastor primarius in Nienburg an der Weser, wirkte von 1674 bis zu seinem Tod parallel als Superintendent in der Niedergrafschaft Hoya. Der als „D.“, als Doktor der Theologie, Bezeichnete war Verfasser mehrerer „theologischer programmata, Orationes Panegyricae [also Lobreden] und Carmina“.
Am Tag seiner Bestattung am 30. März 1685 in Nienburg hielt der Nienburger Stadtprediger und Superintendent Johann Georg Steigerthal die Leichenpredigt, die später biographisch ausgewertet wurde.

## Schriften
- De agapis in illustri Iulia sub patrocinio Dn. Iohannis Hilperti S. Theologiæ doctorandi, et hactenus in academia Iulia ebrææ linguæ professoris ordinarii, nunc vero ecclesiæ hildesheimensis superintendentis designati, domini, præceptoris atque convictoris sui … ad diem 4. mensis octobris publice respondebit auctor Johannes Justus Oldecop Hildesheimensis. M.H.F, Helmestadii: typis Henningi Mulleri Acad. typogr., 1656
- Johannis Justi Oldekops von Hildesheim Zwo Andachten Von dem Blutigen Schweis Jesu Christi/ Mit sonderbahren Anmerkungen vnd Discursen Helmstädt: Johann Justus Oldekop, 1658
- Johannis Iusti Oldecopii In ill. Gymn: Lyneburgensi Professoris Philologiae … Epistola ad Virum Iuvenem Clarissimum & Perquam Eximium Johannem Ernestum Schraderum : cum is ad VI. Calend. Quintilis anno … MDCLXII. raro exemplo ab optimo Parente suo … Dn. Christophoro Schradero … in laudatissima Helmstadiensi Academia Optimarum artium Magister & Philosophiae Doctor esset renunciandus ; [Dedi Lyneburgo e collegio Equestri, ipso die meo natali, XVI Iunii, anno MDCLXII.]: Lyneburgi : Typis Sterniorum, 1662; Digitalisat der Staats- und Universitätsbibliothek Göttingen
- De Reverend. Sereniss. & Celsiss. Principis & Domini, Dn. Christiani Alberti Episcopi Lubecensis electi … In Condenda Chiloniensi Academia Glorioso Instituto Exercitatio Johannis Justi Oldecopii … Orationi publicae … Johannis Hilmari Zindelii … ad diem XV. mensis Septembris memoriter est recitaturus, Praemissa, Luneburgius: Typis Sterniorum, 1665; Digitalisat der Universität- und Landesbibliothek Sachsen-Anhalt